# Charles-Louis de Gislain de Bontin
Charles-Louis de Gislain, baron de Bontin (29 novembre 1767, Les Ormes - 9 août 1838, Les Ormes), est un homme politique français.

## Biographie
Il appartient à l'armée, puis devint maire des Ormes et conseiller général de l'Yonne.
Le 25 février 1824, il est élu de l'Yonne. À la Chambre, il siège dans la majorité ministérielle et eut peu de part aux travaux parlementaires. 
Marié à Sidonie Séguier de Saint-Brisson, il est le père d'Adrien Joseph de Gislain de Bontin.

## Sources
- « Charles-Louis de Gislain de Bontin », dans Adolphe Robert et Gaston Cougny, Dictionnaire des parlementaires français, Edgar Bourloton, 1889-1891 [détail de l’édition]